# 佩特任瞭望塔

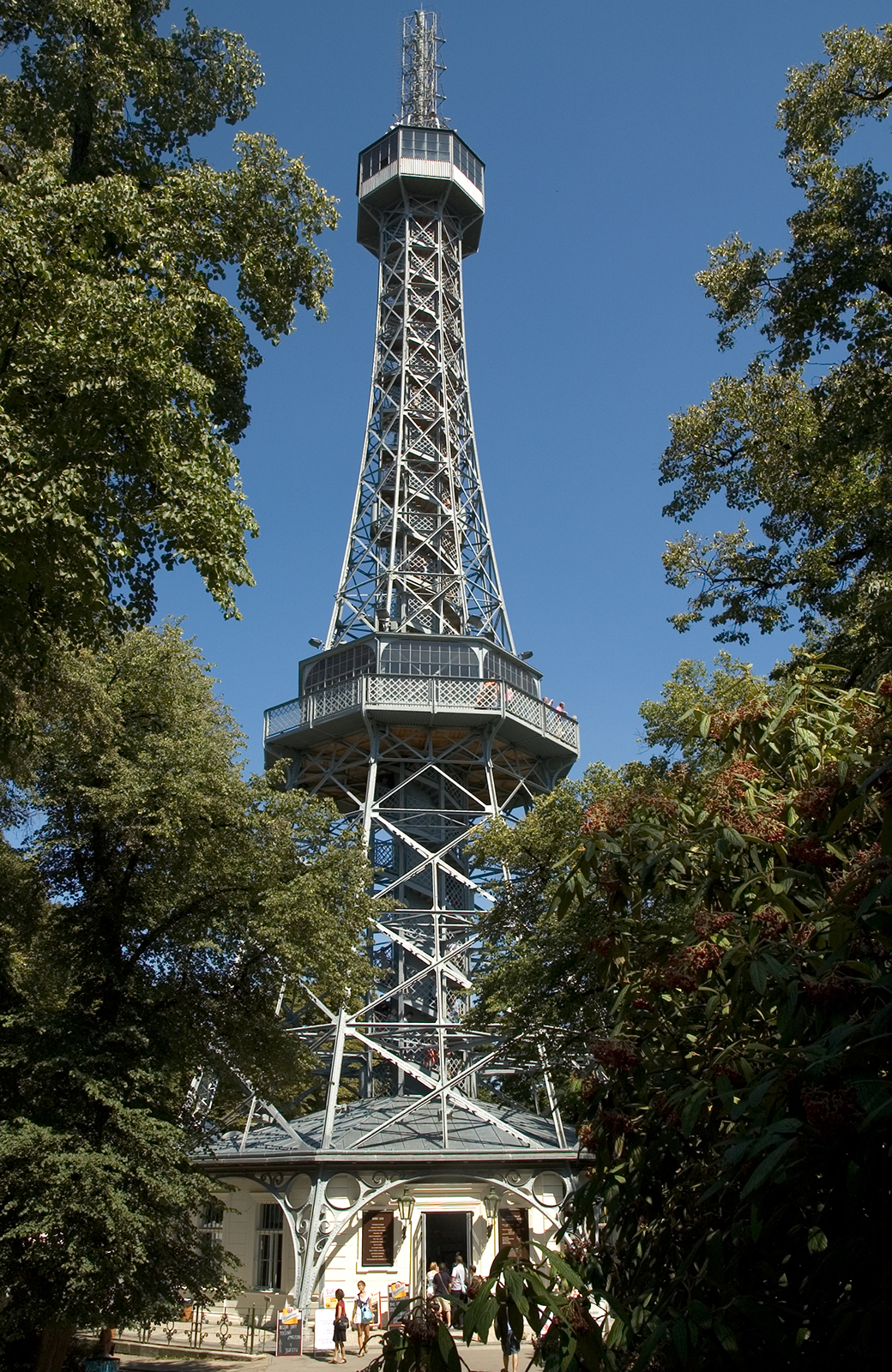

佩特任瞭望塔（Petřínská rozhledna）是捷克首都布拉格的一座钢框架塔，高60米。

## 历史
1889年，捷克旅游俱乐部的成员访问了巴黎世界博览会，受到艾菲尔铁塔的启发。后来，他们收集了足够数量的资金，在1891年3月，开始建造这座铁塔。仅仅4个月后完工。
佩特任瞭望塔被用作瞭望塔以及发射塔。1953年，佩特任瞭望塔安装了电视信号发射天线，在1992年Žižkov电视塔建成之前，充当着布拉格的主要电视信号发射塔。
今天，佩特任瞭望塔是一个主要的旅游景点。在晴天，该塔的两个观景平台是欣赏布拉格天际线的好地方。你可以选择较为艰苦的方式，用一个半小时登上山顶，然后登上塔顶；也可以乘坐班次频密的佩特任缆车，然后电梯上塔。 
每年4月到10月，佩特任瞭望塔的开放时间为上午10时至下午7点，而从11月到3月，只在周末的上午10时到下午五时开放。塔内设有礼品店、餐厅和哈拉齐姆尔曼博物馆。

## 佩特任瞭望塔与埃菲尔铁塔
佩特任瞭望塔与艾菲尔铁塔颇为相似，虽然它比艾菲尔铁塔矮，但是因为地处佩特任山山顶，所以实际上其顶部比艾菲尔铁塔的海拔高。
佩特任瞭望塔经常被描述为艾菲尔铁塔的小型版本。但是，这是不正确的，因为艾菲尔铁塔整体为平方截面，而佩特任瞭望塔有一个八角形。 
比起艾菲尔铁塔，佩特任瞭望塔的设计更类似于萨克森新城附近的Götzingen高地瞭望塔。两塔整个腿是部都被入口大厅所掩盖。  